# Noureddine Adam
Noureddine Adam, né en 1970 à Ndélé (Bamingui-Bangoran), est un chef rebelle centrafricain.

## Biographie
Nouredine Adam né en 1970, fils d’un imam du quartier Miskine à Bangui, il est de religion musulmane et d’ethnie rounga.
Expatrié au Soudan puis en Égypte, il est diplômé de l’académie de Police du Caire dans les années 1990. Formé au sein des forces spéciales israéliennes, il rejoint en 2003 la sécurité de l’émir d’Abou Dabi, Cheikh Zayed, puis fonde en 2007 une entreprise de sécurité, toujours aux Émirats arabes unis.
Fin 2008, de retour en Centrafrique, il s’engage dans le mouvement politico-militaire de la  Convention des patriotes pour la justice et la paix (CPJP), dont il prend la tête après la mort de Charles Massi en décembre 2009.
Numéro deux de la Séléka lors de sa création en 2012, il déclenche l’offensive de Sibut vers la capitale lors de la prise du pouvoir par Michel Djotodia en mars 2013. Le 31 mars 2013, il est nommé ministre d'État chargé de la Sécurité publique du gouvernement Tiangaye 2. Il est aussi à la tête de la police politique mise sur pied par le nouveau régime, la Cellule d’État pour la défense des acquis démocratiques (CEDAD) à la sinistre réputation.
Par la suite, ce chef de guerre rebelle se retranche dans le nord du pays à la tête de troupes musulmanes et est responsable de graves exactions commises en 2013. Il entretient des liens avec le Soudan et le Tchad, dans un contexte politique où l'État centrafricain a totalement perdu le contrôle de son territoire.
Le 9 mai 2014, il est inscrit par l'ONU sur la liste de la résolution 2134 (2014), en tant qu’individu qui s’est livré ou a apporté un appui à des actes qui compromettent la paix, la stabilité ou la sécurité de la République centrafricaine.
Le 28 juillet 2022, la CPI rend public un mandat d’arrêt contre Noureddine Adam suspecté de crimes contre l’humanité et de crimes de guerre.